# عذراء الصخور (لوحة)

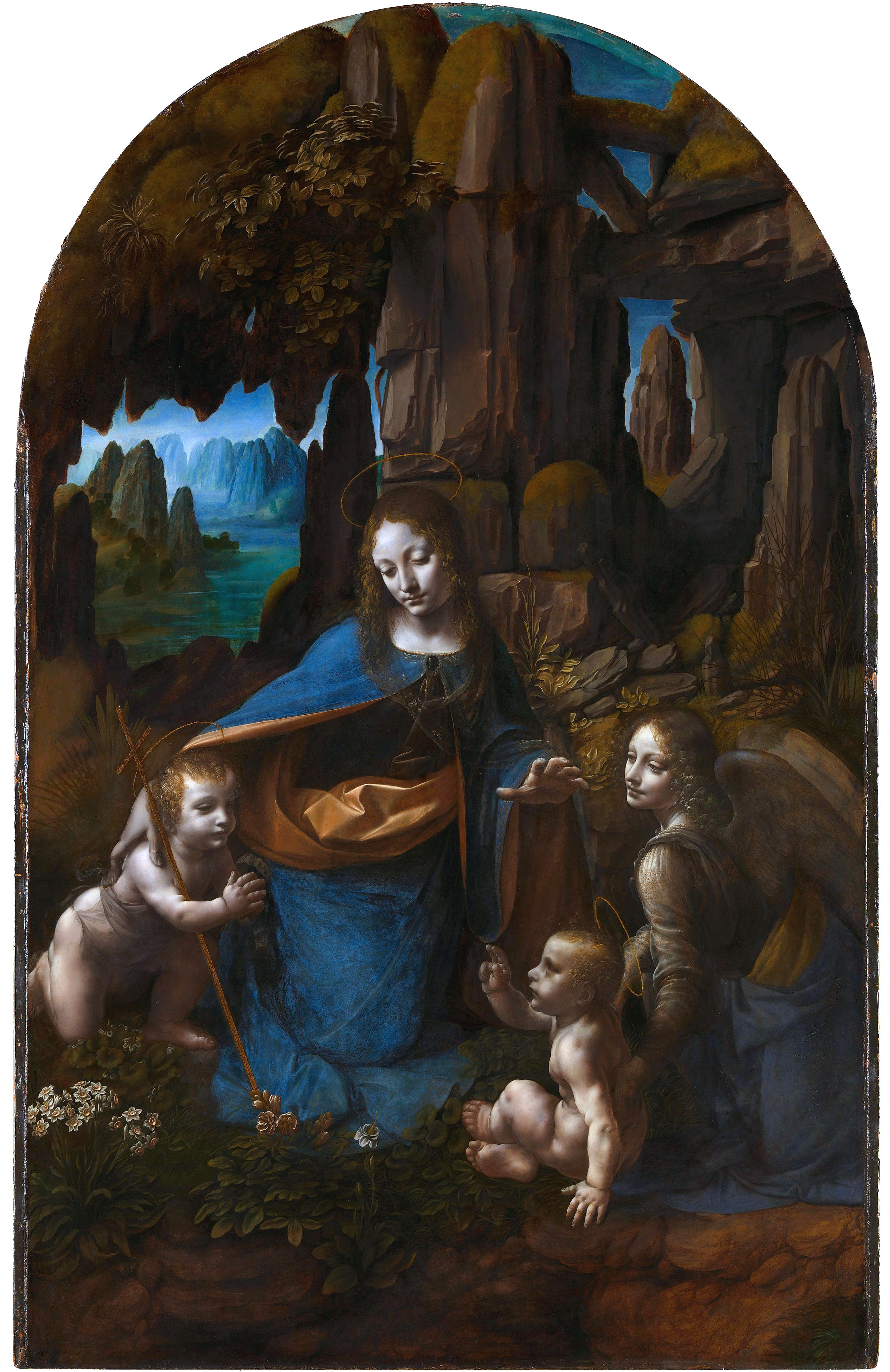
عذراء الصخور (اللوحة الثانية) جاليري لندن

عذراء الصخور (بالإنجليزية: Virgin of the Rocks)‏ (وتعرف أحياناً باسم Madonna of the Rocks) إحدي لوحات ليوناردو دا فينشي والتي قام برسمها مرتين حيث رفضت الأولي وقبلت الثانية، إحداهما موجودة الآن في متحف اللوفر في باريس، والأخرى بلندن بالمتحف الوطني. تظهر الصورة امرأة منحنية ويدها ممتدة، اختلف النقاد في تفسير معنى اللوحة، فقال بعضهم أنها تظهر العصمة والعفة لمريم العذراء، وقال آخرون بأنها تمثل اللحظة التي التقى فيها المسيح المولود بيوحنا المعمدان.

## اللوحات

### لوحة اللوفر
هذه النسخة موجودة في متحف اللوفر في باريس ورسمت بين عامي 1483-1486 أو قبل ذلك. وهي على الأرجح من رسم ليوناردو وهي أول العملين.

### لوحة المتحف الوطني بلندن
تعتبر رسماً متطابقاً تقريباً رسمت على وجه التقريب قبل عام 1508.